# Дочка конокрада
«Дочка конокрада» («Arkliavagio duktė») — радянський художній фільм 1981 року, знятий режисером Альгімантасом Пуйпою на Литовській кіностудії.

## Сюжет
Сумна історія сім'ї литовського селянина Казімераса типова для дореволюційного литовського села. Кохання, нехитрі сімейні радості спочатку і драматичний фінал — ось віхи на шляху головних героїв.

## У ролях
- Нійоле Ожеліте — Каміле (дубляж: Тетяна Іванова)
- Любомірас Лауцявічюс — Казімерас (дубляж: Ігор Добряков)
- Міндаугас Цапас — Бенедокас (дубляж: Євген Леонов-Гладишев)
- Вітаутас Паукште — Навікас (дубляж: Ігор Єфімов)
- Она Кнапкіте-Юкнявічене — Аугустінене (дубляж: Валентина Пугачова)
- Юозас Ярушявічюс — Аугустінас (дубляж: Ігор Боголюбов)
- Фелікс Ейнас — російський жандарм-конвоїр
- К. Куокштіс — церковний служник-карлик
- Ольга Мажейкіте-Завадскене — епізод
- Йонас Пакуліс — п'яний у шинку
- Гедимінас Пранцкунас — російський жандарм-конвоїр
- Сігітас Рачкіс — епізод
- Владас Сіпайтіс — епізод
- Вітаутас Шеріс — Мойша, шинкар
- Вільгельмас Вайчекаускас — Вірвалас
- Єва Вайтекунайте — дочка Каміле
- Адольфас Вечерскіс — епізод
- Біруте Діджгальвіте — епізод
- Антанас Курклетіс — епізод
- Вінцас Кімантас — пан у шинку

## Знімальна група
- Режисер — Альгімантас Пуйпа
- Сценаристи — Рімантас Шавяліс, Пятрас Діргела
- Оператор — Алоїзас Янчорас
- Композитор — Альгірдас Мартінайтіс
- Художник — Філомена Вайтекунене